# ストックホルム市庁舎

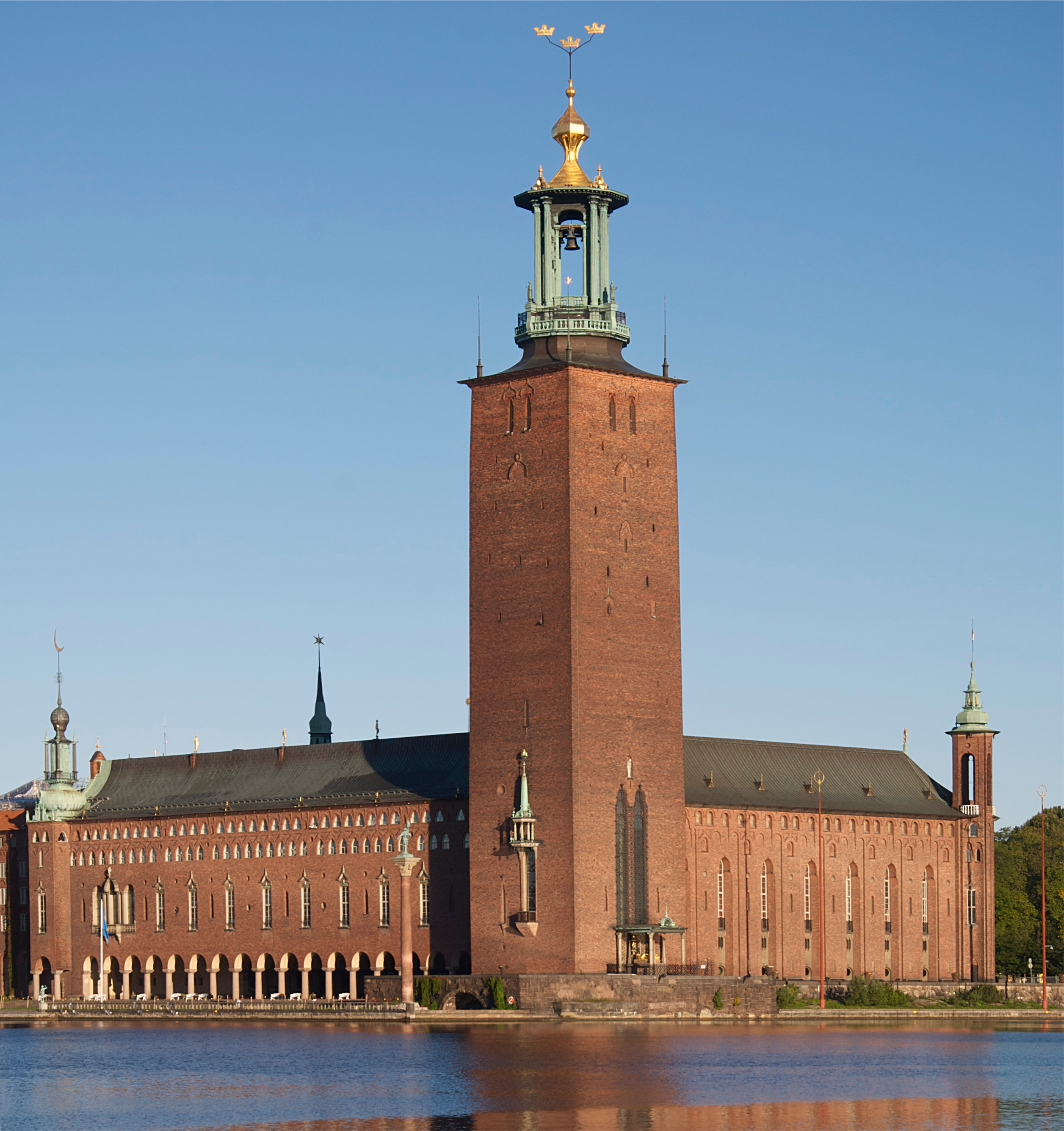
ストックホルム市庁舎（2011年）

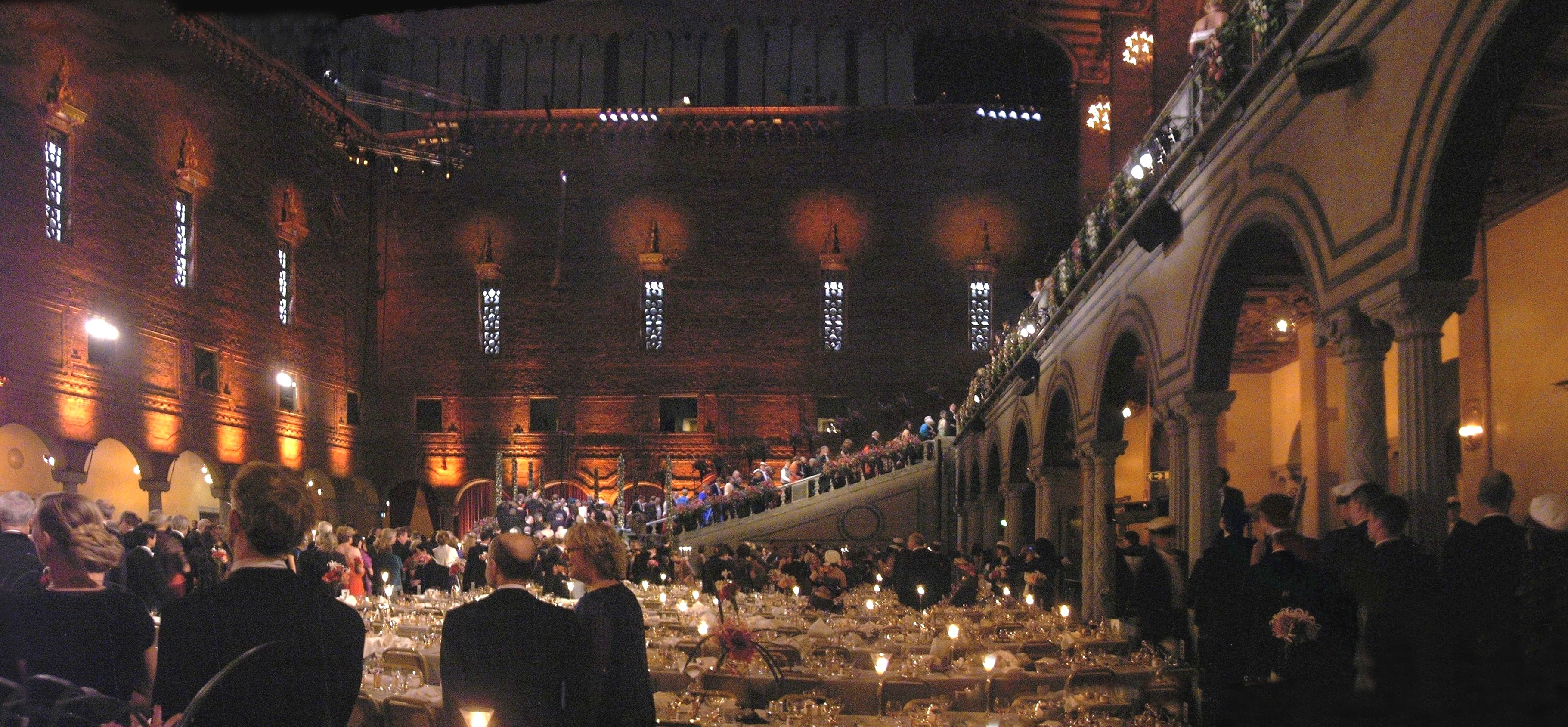
青の間でのノーベル賞晩餐会（2005年）

ストックホルム市庁舎（ストックホルムしちょうしゃ）は、スウェーデンの首都ストックホルムの市庁舎である。ノーベル賞の記念晩餐会が行われる場所であり、ナショナル・ロマンティシズム建築の傑作としても知られる。

## 概要
建築家ラグナル・エストベリの設計により、1909-1923年にかけて建設された。メーラレン湖に面した立地で、ヴェネツィアのドゥカーレ宮殿（総督館、Palazzo Ducale）を意識し、さらにヨーロッパ各地の名建築からインスピレーションを受けた折衷的なデザインである。機能主義的なモダニズム建築とは一線を画した20世紀建築の傑作として評価が高い。
ノーベル賞の晩餐会が行われる青の間（Bla hallen）、パーティーが行われる黄金の間（Gyllene salen?）が有名である。
1920年代のイギリス建築に大きな影響を与えたと言われる。日本では早稲田大学の今井兼次がいち早く紹介し、同大学大隈講堂（1927年）のデザインに影響を与えたとも言われる。

## 施設

### 黄金の間

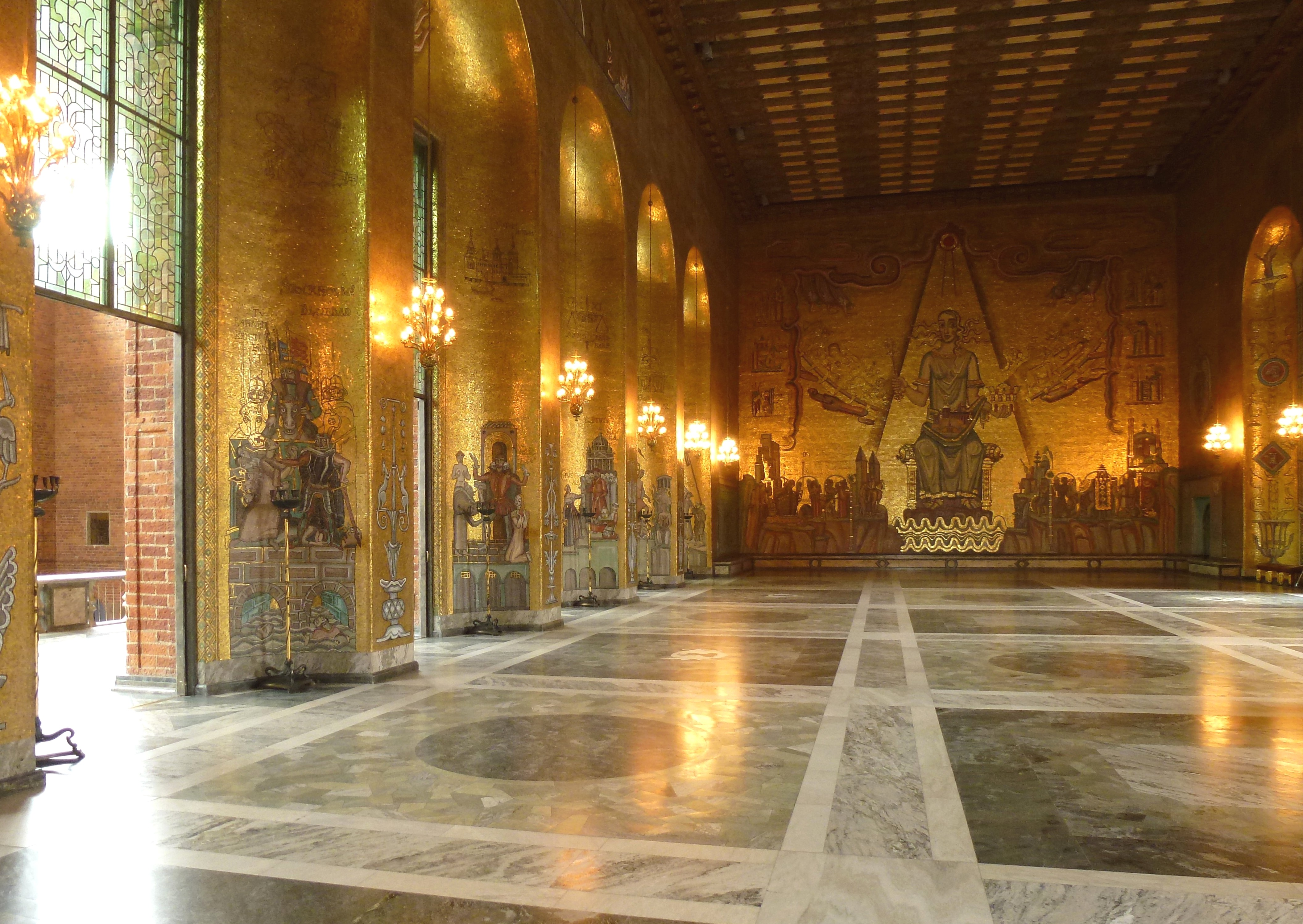
黄金の間（2012年）

金箔を貼ったモザイクで壁面が覆われた大広間である。正面にメーラレン湖の女王と呼ばれる女神像が新大陸とアジア大陸の間に立っている壁画がある。完成当初は女王の性別がわからないと不評であった。

### 青の間
床に青灰色の石畳が敷き詰められている広間である。大階段は幅広で高さは低い。これは女性がイブニングドレスで降りるときに美しく見えるように設計されたものである。向いの赤レンガの壁面には視線をやるべきガイドとして星のレリーフがある。

## 参考
- 『日立 世界ふしぎ発見！』「恋する夏のスウェーデン 白夜のロイヤルウェディング」（TBS、2013年7月27日放送分）